# Samurai Jack
Samurai Jack is een Amerikaanse animatieserie die wordt uitgezonden op Cartoon Network en is gemaakt door Genndy Tartakovsky. De serie begon op 10 augustus 2001 in Amerika en op 2 september 2002 in Nederland en Vlaanderen. De Nederlandse Cartoon Network heeft Samurai Jack herhaald tot en met 4 april 2014, maar zal het vijfde seizoen niet uitzenden. Dit seizoen is gericht op een ouder publiek en bevat scènes die niet geschikt zijn voor jongere kinderen. 
In Vlaanderen werd het sinds 26 december 2009 herhaald op VT4.

## Verhaal
Het verhaal gaat over de gelijknamige samoerai die naar de toekomst wordt gestuurd en probeert zijn weg terug te vinden naar zijn eigen tijd zodat hij de wereld kan bevrijden uit de grip van de boze demon draak 'Aku'. De lokale bevolking noemt hem Jack en helpt hem om het verderf dat Aku de wereld heeft aangedaan ongedaan te maken. Hij wordt vaak achtervolgd door premiejagers van Aku. Er staat een heel hoge premie op zijn hoofd.

## Nederlandse stemmen
De Nederlandse nasynchronisatie werd gemaakt door Sun Studio (SDI Media). Robert Hillhorst stond in voor de regie.
- Samurai Jack - Jeroen Keers
- Aku - Stan Limburg
- The Scotsman (De Schot) - Jon van Eerd
- Rothchild - Rolf Koster[2]
- Diversen - Dieter Jansen

## Originele stemmen
- Samurai Jack - Phil LaMarr
- Aku - Mako Iwamatsu
- The Scotsman - John DiMaggio
- Rothchild - Rob Paulsen

## Trivia
- 'Aku' betekent kwaadaardig in het Japans, en ik in het Maleis.
- In Brazilië werd de naam Aku veranderd in Abu omdat het te veel zou lijken op een Portugees scheldwoord dat anus betekent.

## Attributen
- Jack draagt Japanse houten geta-sandalen, een soort kimono en soms draagt hij een strooien hoed. Hij heeft ook bijna altijd een vlechtje in het haar.